# 記得...香蕉成熟時II初戀情人
《記得……香蕉成熟時Ⅱ初戀情人》由馬偉豪導演， 陈可辛和李志毅所监制的一部1994年上映的香港電影。是由鄧一君及童愛玲、曾志偉等人領銜主演。

## 剧情
波仔（鄧一君飾）正在享受中学阶段的最后一个暑假，因为假期结束后，他便要面对中学会考的沉重压力。在新学期开始，波仔发觉与同班同学都难以沟通，甚至连与死党毛毛（黄伟南飾）也关系恶化（是否与会考有关？），碰巧波仔的初恋情人婷婷（卢爱伦飾）因为搬家而转校，再加上与父亲的代沟，波仔似乎要面对一个人孤独地成长。

## 主要演員
| 演員   | 角色                   |
| 鄧一君 | 波仔／楊醒波           |
| 曾志偉 | 楊巨庭                 |
| 罗冠兰 | 楊江普照               |
| 盧愛倫 | 婷婷                   |
| 童愛玲 | 陳堅                   |
| 黃偉南 | 毛毛／毛舜筠           |
| 何靈靈 | 楊麗球                 |
| 張國榮 | Leslie／張國榮（客串） |
| 高志森 | 演員（客串）           |
| 鄧特希 | 醫生                   |
| 劉青雲 | 成年楊醒波（聲演）     |

## 其他演員
| 演員   | 角色           |
| 葉廣儉 | 酒吧樂師       |
| 張志成 | 訓導主任       |
| 馬麗華 | 護士長         |
| 陳翹英 | 中學校長       |
| 梁子麒 | 新郎           |
| 姚澗敏 | 新娘           |
| 麥啟聰 | 麗球男友       |
| 鄧榮耀 | 大學生甲       |
| 陳淑賢 | Miss Chan      |
| 張港基 | 大學生乙       |
| 徐國興 | Benny (婷男友) |
| 謝苑尉 | 女同學甲       |
| 黃愛南 | 女同學乙       |

## 歌曲
- The Bee Gees - First of May
- Glenn Frey - The One You Love
- 林子祥  - 分分钟需要你

First of May

## 獎項
- 罗冠兰憑江普照一角，入围第31屆台湾电影金马奖最佳女配角。
- 马伟豪憑此片，入围第31屆台湾电影金马奖最佳原著剧本。